# Gabriel Lippmann
Jonas Ferdinand Gabriel Lippmann (Bonnevoie, Luxemburgo, 16 de agosto de 1845-13 de julio de 1921) fue un físico luxemburgués nacionalizado francés, galardonado con el Premio Nobel de Física en 1908 por su método de reproducción de los colores en fotografía, basado en el fenómeno de la interferencia. Su descubrimiento permite la reconstitución íntegra del conjunto de las longitudes de onda reflejadas por un objeto.

## Biografía
Procedente de una familia francesa, Gabriel Lippmann nació en Luxemburgo. Estudió en París, en el liceo Henri IV y a partir de 1868 en la Escuela Normal Superior. A pesar de ser un alumno brillante era poco amante de la disciplina. Suspende las oposiciones a las cátedras de instituto. Su carrera académica no fue especialmente brillante, ya que solo se concentraba en aquellas asignaturas que le interesaban, menospreciando las otras. Viaja a Alemania para participar en una misión científica oficial, lo que le permite trabajar con Wilhelm Kühne y Gustav Kirchhoff en Heidelberg y con Hermann Ludwig von Helmholtz en Berlín.
Lippmann regresa a París a principios de 1875, y empieza a trabajar primero en su propia casa y más adelante en la Sorbona. Defiende su tesis doctoral en Ciencias el 24 de julio de ese mismo 1875. Se incorpora entonces al Laboratorio de Investigaciones Físicas de Jules Jamin, vinculado a la Escuela Práctica de Altos Estudios, hasta su nombramiento como profesor en la Facultad de Ciencias de París en 1878.

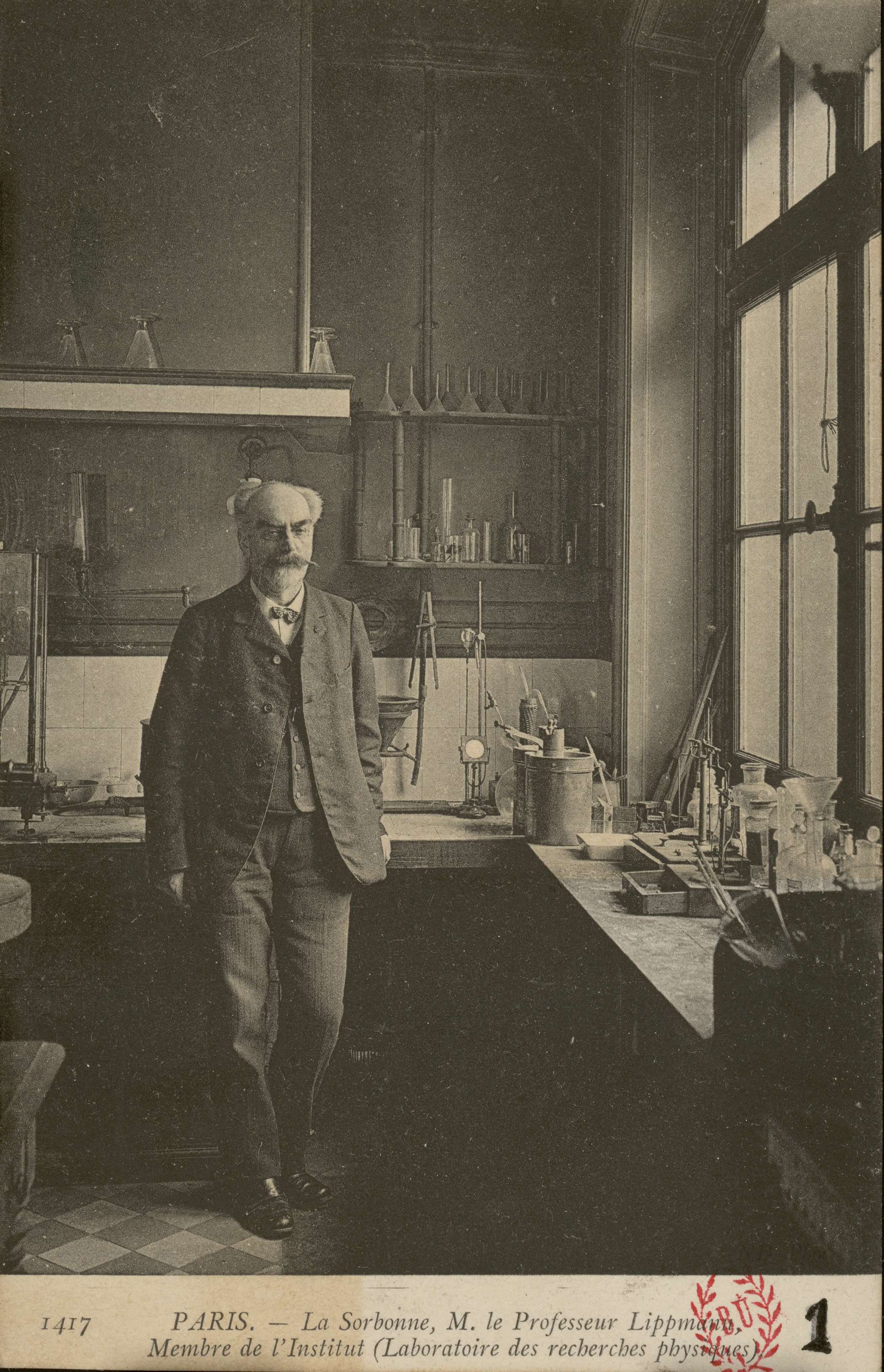
El profesor Lippmann en el laboratorio de física de la Sorbona (Biblioteca de la Sorbona, NuBIS)

En 1883, recibe el nombramiento de profesor de física matemática en la Sorbona, sucediendo en ese puesto a Charles Briot, y en 1886 el de profesor de física general, sucediendo a Jules Jamin, y su sustituto en la cátedra de matemáticas será Henri Poincaré. Ese mismo año, es elegido en la Academia de Ciencias, en sustitución de Paul Desains (Lippmann obtiene 31 votos, contra 20 de Henri Becquerel), Academia de la que será presidente en 1912. pasa también a ser director del Laboratorio de Investigaciones Físicas.
Fue presidente de honor de la Sociedad Francesa de Fotografía entre 1897 y 1899, sucediendo en el cargo a Étienne-Jules Marey, y participó en la creación del Instituto de Óptica Teórica y Aplicada.
Lippmann trabajó en muchos campos, como la electricidad, termodinámica, óptica y fotoquímica. En Heidelberg, estudió la relación existente entre los fenómenos eléctricos y capilares. Precisamente sobre este tema elaboró su tesis doctoral (Relaciones entre los fenómenos eléctricos y capilares). Estas investigaciones fueron la base necesaria para la construcción de un instrumento de precisión denominado electrómetro capilar, que se utilizaba en los primeros electrocardiógrafos y del coelostato, instrumento que compensa la rotación de la Tierra y permite fotografiar una región del cielo dejándola aparentemente fija.
Inventó el procedimiento de fotografía en color Lippmann, que hasta 2005 seguía siendo el único que podía fijar el conjunto de los colores del espectro en vez de efectuar una descomposición tricroma (que es, además, irreversible). El procedimiento, que fija las franjas de interferencia de la luz, es caro (al necesitar el uso de mercurio) y requiere un tiempo de exposición prolongado, pero en cuanto a calidad no ha sido aún superado en nuestros días (2006). Es además especialmente interesante puesto que es el único que permite un análisis cromatográfico completo a posteriori de los colores fijados, lo que es por naturaleza imposible con los procedimientos tricromos. El procedimiento de Lippmann sirvió de base en el descubrimiento de los hologramas
Lippmann murió en el mar el 13 de julio de 1921, mientras regresaba de una visita a los Estados Unidos.

## Fotografía interferométrica

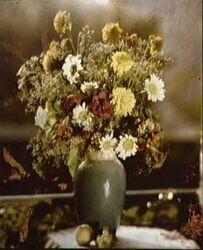
Fotografía en color por Gabriel Lippmann

El profesor Lippmann había desarrollado la teoría general de su procedimiento de reproducción fotográfica de los colores en 1886, pero no se presentó ante la Academia de las Ciencias hasta el 2 de febrero de 1891. El procedimiento está fundamentado en un método de interferencia. En 1893 pudo presentar ante la academia fotografías tomadas por los hermanos Lumière en las que se reproducían los colores con un excelente ortocromatismo. Publicó de modo completo su teoría en 1894. Para fijar los colores, utiliza una placa de cristal recubierta de una emulsión fotosensible a base de nitrato de plata y de bromuro de potasio. A continuación, la luz entra en la máquina y sigue dos caminos diferentes para impactar en la placa y hacer que reaccionen las partículas de plata.
No hay que confundir este procedimiento con el Autochrome de los propios hermanos Lumière, más conocido, y que ha dejado imágenes en color de finales del siglo XIX. Este procedimiento funcionaba con pigmentos, al contrario que el método de Lippmann.Este descubrimiento le valió recibir el Premio Nobel de Física en 1908.

### Fundamentos

Una onda estacionaria. Los puntos rojos son los nodos de la onda

En óptica, el fenómeno de la interferencia se produce como resultado de la propagación de ondas de luz. Cuando la luz de una determinada longitud de onda es reflejada sobre sí misma por un espejo, se generan ondas estacionarias, del mismo modo que las ondas resultantes de una piedra arrojada al agua quieta crean ondas estacionarias cuando se reflejan en una superficie como la pared de una piscina. En el caso de la luz ordinaria, de naturaleza incoherente, las ondas estacionarias son distinguibles únicamente dentro de un volumen microscópicamente delgado de espacio junto a la superficie reflectante.
Lippmann hizo uso de este fenómeno al proyectar una imagen en un placa fotográfica especial, capaz de registrar detalles más pequeños que los de la longitud de onda de la luz visible. La luz pasaba a través de la lámina de vidrio de soporte con una emulsión fotográfica muy fina y casi transparente, conteniendo granos de haluro de plata submicroscópicamente pequeños. Un espejo temporal de mercurio líquido en contacto íntimo reflejaba la luz de vuelta a través de la emulsión, creando ondas estacionarias cuyos nodos producen un mínimo efecto, mientras que sus antinodos crean una imagen latente. Una vez procesada la placa, el resultado fue una estructura laminar, con distintas capas paralelas compuestas de granos de plata metálicos submicroscópicos, que formaban un registro permanente de las ondas estacionarias. En cada parte de la imagen, el espaciado de las láminas correspondía a las semilongitudes de onda de la luz fotografiada.
La placa terminada se ilumina desde la parte frontal en un ángulo casi perpendicular, usando luz natural u otra fuente de luz blanca que contenía todo el rango de longitudes de onda en el espectro visible. En cada punto de la placa, la luz de aproximadamente la misma longitud de onda que la luz que había generado las láminas se reflejaba fuertemente hacia el observador. La luz de otras longitudes de onda que no fueron absorbidas o dispersadas por los granos de plata simplemente pasaban a través de la emulsión, para ser absorbidas por un recubrimiento antirreflectante negro aplicado a la parte posterior de la placa después de ser fijada. Las longitudes de onda, y por lo tanto los colores, de la luz que había formado la imagen original se reconstituyen, percibiéndose una imagen a todo color.
En la práctica, el proceso de Lippmann no fue fácil de usar. Las emulsiones fotográficas de alta resolución, de capas extremadamente finas, son intrínsecamente mucho menos sensibles a la luz que las emulsiones ordinarias, por lo que se requieren largos tiempos de exposición. Con una lente de gran apertura y un sujeto muy iluminado por el sol, a veces era posible una exposición de la cámara de menos de un minuto, pero las exposiciones medidas en varios minutos eran habituales. Los colores espectrales puros se reproducían brillantemente, pero las bandas anchas mal definidas de las longitudes de onda reflejadas por los objetos del mundo real podían ser problemáticas. El proceso no producía impresiones en color en papel y resultó imposible hacer un buen duplicado de una fotografía en color Lippmann al volver a fotografiarla, por lo que cada imagen era única. Un prisma de ángulo muy superficial solía adosarse en la parte delantera de la placa terminada para desviar las reflexiones superficiales no deseadas, y esto hacía que las placas de tamaño considerable no fueran prácticas. La iluminación y la disposición de visualización requerida para ver los colores con el mejor efecto excluyeron el uso normal. Aunque las placas especiales y un soporte de placas con un depósito de mercurio incorporado estuvieron disponibles comercialmente durante algunos años alrededor de 1900. Incluso los usuarios expertos fueron incapaces de obtener resultados de forma consistente, y el proceso nunca pasó de ser una curiosidad de laboratorio científicamente elegante. Sin embargo, sí estimuló el interés en el desarrollo de la fotografía en color.
El proceso de Lippmann presagió la holografía láser, que también se basa en grabar ondas estacionarias en un medio fotográfico. Los hologramas de reflexión de Denisyuk, a menudo denominados hologramas de Lippmann-Bragg, tienen estructuras laminares similares que reflejan preferentemente ciertas longitudes de onda. En el caso de hologramas reales de múltiples longitudes de onda de este tipo, la información de color se registra y reproduce exactamente como en el proceso Lippmann, excepto que la luz láser altamente coherente que pasa a través del medio de grabación y se refleja desde el sujeto genera el ondas estacionarias en un volumen relativamente grande de espacio, eliminando la necesidad de que la reflexión ocurra inmediatamente adyacente al medio de grabación. Sin embargo, a diferencia de la fotografía en color de Lippmann, los láseres, el sujeto y el medio de grabación deben mantenerse estables dentro de un cuarto de una longitud de onda durante la exposición para que las ondas estacionarias se graben adecuadamente o no se detecten.

## Eponimia
- El cráter lunar Lippmann lleva este nombre en su memoria.[7]